# Capsicum lanceolatum
Capsicum lanceolatum ist eine Pflanzenart aus der Gattung Paprika (Capsicum) in der Familie der Nachtschattengewächse (Solanaceae). Die Art hat ihr ursprüngliches Verbreitungsgebiet in Guatemala und in den benachbarten Ländern Mexiko und Honduras. Zurzeit ist nur noch ein einziges natürliches Vorkommen der Art bekannt; alle anderen bisher bekannten Vorkommen wurden durch die Umwandlung der Standorte in landwirtschaftliche Nutzflächen zerstört.

## Beschreibung

### Vegetative Merkmale
Wie fast alle Vertreter der Gattung ist auch Capsicum lanceolatum eine buschig wachsende Pflanze mit meist schlankem, aufrechten Wuchs und einer Höhe von 1 bis 5 m. Capsicum lanceolatum unterscheidet sich von allen anderen Arten der Gattung vor allem durch die Kombination von Blattform und -stellung. Die Blätter treten meist paarweise auf, beide Blätter weisen grob in die gleiche Richtung, besitzen jedoch sehr unterschiedliche Größen und Formen. Während es große, langgestreckte Blätter mit einer Länge von 6 bis 11 cm und einer Breite von 1,5 bis 3 mm gibt, treten daneben kleine, fast runde Blätter mit einer Größe von 0,5 bis 2 × 0,8 bis 1,5 cm auf. Beide Blatttypen sind schwach behaart.

### Blüten
Die Blütezeit reicht von Mai bis Dezember. Die Blüten stehen einzeln, selten zu zweit in den Sprossachseln an 1,5 bis 3 cm langen, schlanken Blütenstielen, die sich bis zur Fruchtreife auf 3 bis 5 cm verlängern. Der stark gerippte Kelch ist während der Blüte 1,3 bis 2 mm lang und verlängert sich danach kaum. Auf dem Rand des Kelches befinden sich 2 bis 5 mm lange Kelchzähne, die sich mit der Fruchtreife auf 4 bis 5,5 mm verlängern. Die auf deutlich über der Hälfte der Länge miteinander verwachsenen Kronblätter der fünfzähligen Blüten sind gelblich-weiß oder zweifarbig weiß und rot-violett, an den Spitzen schwach behaart. Die Staubfäden sind etwa 2,5 mm lang, die Antheren besitzen eine Länge von 1,3 bis 1,5 mm. Der Griffel ist 4,5 bis 5 mm lang.

### Früchte und Samen
Die wie bei den meisten Wildarten der Gattung mit einem Durchmesser von 7 bis 10 mm sehr kleinen, runden Beeren sind orange-rot, mit Fruchtfleisch gefüllt und nicht scharf. Die Samen sind weißlich oder schwarz und 2 bis 2,5 mm groß. Die Pflanze ist selbstkompatibel.

### Sonstige Merkmale
C. lanceolatum hat wie einige andere, brasilianische Wildarten 13 Chromosomenpaare. Typische Merkmale der Arten mit dieser Chromosomenzahl sind die Bevorzugung feuchter Standorte und die meist gelblich-grünen, nicht-scharfen, kleinen Früchte. Die orange-roten Früchte unterscheiden C. lanceolatum von anderen, verwandten Arten.

## Verbreitung und Lebensraum
Als Standort von C. lanceolatum werden die Bergregenwälder und Nebelwälder Guatemalas in einer Höhe von 1200 bis 1800 Meter angegeben, die Umgebung wird als feucht und diesig beschrieben. Innerhalb der Gruppe mit 13 Chromosomenpaaren gehört C. lanceolatum damit zu den Arten mit dem nördlichsten Verbreitungsgebiet; die anderen Arten sind vor allem im Südosten Brasiliens zu finden. Die Aufzeichnungen der Guatemala-Expedition des Wissenschaftlers Paul C. Standley von 1938 bis 1939 liefern die umfassendste Beschreibung von C. lanceolatum sowie der Standorte, an denen Pflanzen der Art gefunden wurden. Herbarium-Exemplare, die während dieser Expedition gesammelt wurden, werden heute vom Field Museum of Natural History in Chicago aufbewahrt. Eine weitere Beschreibung der Art erfolgte 1974 ebenfalls unter Mitarbeit von Paul C. Standley.
Anhand der genauen Aufzeichnungen der Expedition von 1938 bis 1939 wurde 1991 unter Paul W. Bosland eine weitere Expedition nach Guatemala organisiert, bei der Exemplare der Art für eine umfassendere Erforschung gesammelt werden sollten. Zu diesem Zeitpunkt gab es keine bekannten lebenden Pflanzen der Art in den der Forschung zur Verfügung stehenden Sammlungen. Alle von Standley beschriebenen Fundorte wurden aufgesucht, waren jedoch in landwirtschaftliche Nutzflächen umgewandelt oder durch nach der Nutzung entstandene Sekundärwälder bedeckt. Eine Neuansiedlung von C. lanceolatum konnte bei einer Untersuchung der Standorte nicht festgestellt werden.
Es wurde jedoch ein neuer, bis dahin unbekannter Standort entdeckt. Im 1133 Hektar großen Biotopo el Quetzal, einem Schutzbiotop für den Quetzal-Vogel (Pharomachrus mocinno), wurden Pflanzen entdeckt, die als C. lanceolatum klassifiziert wurden. Sie weichen zwar in einigen Merkmalen von den von Standley beschriebenen Pflanzen ab, jedoch ist auch bei anderen Arten der Gattung Capsicum eine solche Streuung der Merkmale zu beobachten. So ist die Blütenfarbe in der originalen Beschreibung weiß, bei den von Bosland gefundenen Pflanzen rot, auch die Farbe der Samen ist von Standley mit weiß angegeben, während die Pflanzen aus dem Biotopo el Quetzal schwarze Samen haben. Alle anderen Merkmale decken sich mit der Beschreibung der Pflanze von 1974 und wurden auch bei den Herbariumpflanzen der Sammlung von 1938 bis 1939 nachgewiesen.
Da sich auch andere Arten der Gattung Capsicum auf eine Verbreitung durch Vögel spezialisiert haben, stellt Bosland die Theorie auf, dass die Verbreitung von C. lanceolatum möglicherweise mit der Verbreitung des Quetzal-Vogels in Zusammenhang steht. Dafür sprechen die Übereinstimmung der Lebensräume beider Lebewesen sowie das Fehlen von C. lanceolatum in wiederhergestellten Waldgebieten, in denen sich andere Nebelwaldpflanzen erneut angesiedelt haben.
Bosland stellt in diesem Zusammenhang heraus, dass eine Erhaltung von natürlichen Lebensräumen der Wildarten der Gattung Capsicum wichtig ist, da möglicherweise diese Wildarten genetisches Material zur Verfügung stellen könnten, welches für kultivierte Paprika Resistenzen gegen Krankheiten oder Anpassungen an extreme Umweltbedingungen bieten kann.

## Systematik
Zur Stellung der Art Capsicum lanceolatum innerhalb der Gattung Capsicum wurden durch das Team um Paul W. Bosland verschiedene Untersuchungen der Chromosomenstruktur und der Kompatibilität mit anderen Arten der Gattung durchgeführt. Dabei wurde zunächst festgestellt, dass Capsicum lanceolatum nicht wie die meisten Arten der Gattung 12 Chromosomenpaare besitzt, sondern wie beispielsweise auch die Wildart Capsicum cilatum 13 Chromosomenpaare. Zwischen den Arten mit 12 Chromosomenpaaren und denen mit 13 Chromosomenpaaren wird eine Befruchtungshürde vermutet. Unter anderem dadurch lässt sich erklären, warum bei den Kreuzungsversuchen mit anderen Arten der Gattung entweder keine Befruchtung erfolgte, oder nur Früchte mit leeren Samenhüllen, bzw. in einem Fall mit einem unterentwickelten Embryo gebildet wurden. Da jedoch noch keine vollständige Untersuchung des Kreuzungsverhaltens zwischen den Arten der Gattung Capsicum durchgeführt wurde, konnte noch keine genaue Aussage über die entwicklungsgeschichtlichen Zusammenhänge getroffen werden. Ebenso wenig konnte zu diesem Zeitpunkt mit Sicherheit gesagt werden, wie das zusätzliche Chromosom entstand. Mit den so gewonnenen Erkenntnissen war jedoch wahrscheinlich, dass Capsicumlanceolatum nicht in die drei bekannten Evolutionsgruppen um Capsicum annuum, Capsicum baccatum bzw. Capsicum pubescens eingeordnet werden konnte.
Untersuchungen an wilden und halbwilden brasilianischen Capsicum-Arten zeigten, dass die Anzahl der Arten mit 13 Chromosomenpaaren deutlich höher ist, als zunächst vermutet. Diese Ergebnisse stellten einige der bis dahin noch nicht bewiesenen Vermutungen über die evolutionäre Geschichte der Gattung Capsicum in Frage. So wurde beispielsweise vermutet, dass das 13. Chromosomenpaar durch Mechanismen wie die sogenannte Centric Fission entstanden ist. Da jedoch an den verbleibenden 12 „ursprünglichen“ Chromosomenpaaren keine Merkmale, die auf Centric Fission hinweisen, gefunden wurden, kann diese Theorie als falsch betrachtet werden. Vielmehr erweist sich nun als wahrscheinlicher, dass die Gruppe der Arten mit 13 Chromosomenpaaren die ursprüngliche ist und während der zunehmenden Verbreitung nach Norden ein Chromosomenpaar auf noch ungeklärte Weise verloren gegangen ist. Arten mit nur 12 Chromosomenpaaren änderten demzufolge ihr Auftreten beispielsweise durch Ausbildung vorwiegend roter Früchte, die eine deutlich höhere Schärfe besitzen. Da im ursprünglichen Verbreitungsgebiet Südostbrasilien die klimatischen Bedingungen konstant blieben, konnten dort die Arten mit 13 Chromosomenpaaren überleben, während sich weiter nördlich vor allem die Arten mit 12 Chromosomenpaaren durchsetzten.

## Etymologie
Der wissenschaftliche Name der Art (lanceolatum) leitet sich aus der Blattform (lanzenförmig) ab. Das indigene Wort der Maya für die Pflanze ist „IC“, gesprochen mit einem charakteristischen Klicken im Wort. Als umgangssprachliche Namen sind „Yerba de pajarito“ (Kleines Vogelkraut) bzw. „Pajarito del rio“ (Kleiner Vogel des Flusses) gebräuchlich.